# Constantin Bachas
Constantin Petros Bachas, né le 28 septembre 1956 à Athènes, est un physicien français actif en physique théorique, et plus particulièrement en théorie des cordes,.

## Biographie
Bachas a étudié à l'université de Princeton, où il obtient son doctorat en 1983 sous la direction de Curtis Callan. Il rejoint ensuite le SLAC, l’École polytechnique et le CERN. En 1998, il devient directeur de recherche du CNRS à Paris. Il est directeur du Laboratoire de physique théorique de l'École normale supérieure depuis 2013.
Il est membre de la société française de physique, de l'American Physical Society et de la Hellenic Physical Society.

## Prix et distinctions
- Prix Gay-Lussac Humboldt en 2010.
- Prix de recherche Humboldt en 2011.